# Bahnschrift

Bahnschrift ist eine von Microsoft entwickelte, serifenlose Schriftart, die seit Herbst 2017 in Windows 10 (Fall Creators Update, Build 16273) enthalten ist und im OpenType-Format realisiert ist. Sie lehnt sich an den Schriftstandard DIN 1451 an, der unter anderem auf Verkehrsschildern in Deutschland und Tschechien verwendet wird.
Eine Besonderheit der Schriftart ist, dass sich die Stärke fast stufenlos von dünn („light“) bis fett („bold“) bearbeiten lässt und dass sich durch das Ändern der Schriftstärke der Text nicht verschiebt, sondern sich lediglich die Abstände zwischen den Buchstaben verringern.